# Hans Morgenthau
Hans Joachim Morgenthau (Coburg, 17 de febrer de 1904 – Ciutat de Nova York, 19 de juliol de 1980) va ser una de les figures centrals en l'estudi de la política internacional del segle XXI. És considerat el pare del realisme clàssic, tot i que Hobbes va establir els fonaments per aquesta teoria de les relacions internacionals. El seu llibre Politics Among Nations, publicat el 1948, va arribar a les cinc edicions mentre va ser viu.
Morgenthau també va escriure àmpliament sobre la política internacional i els afers exteriors dels EUA per a publicacions com The New Leader, Commentary, Worldview, The New York Review of Books i The New Republic. Coneixia i mantenia correspondència amb molts dels escriptors i intel·lectuals capdaventers de la seva època, com Reinhold Niebuhr, George F. Kennan, i Hannah Arendt. Durant els primers anys de la Guerra Freda, Morgenthau va ser assessor del Departament d'Estat dels EUA quan Kennan encapçalava una oficina, i un segona vegada durant les presidències de Kennedy i Johnson fins que va ser acomiadat per Johnson quan va començar a criticar públicament la política americana a Vietnam. Tanmateix, durant la major de la seva carrera Morgenthau va ser valorat com un acadèmic i intèrpret de la política exterior dels EUA.

## Educació, carrera professional i vida personal
Morgenthau va néixer en un família asquenazita jueva de Coburg, Saxònia-Coburg Gotha, Alemanya, l'any 1904. Després d'assistir al Casimirianum, va estudiar a les universitats de Berlín, Frankfurt, Múnic i va treballar a l'Institut Graduat d'Estudis Internacionals i de Desenvolupament a Ginebra, Suïssa. Va ensenyar i practicar dret a Frankfurt, tot seguit va passar un temps a Suïssa i Espanya abans d'emigrar als Estats Units el 1937. Morgenthau va ser professor a Kansas City durant el període de 1939–1943, alhora que assistia a la sinagoga local. Morgenthau va ser professor a la Universitat de Chicago fins al 1973, quan es va mudar a Nova York i va aconseguir una càtedra la Universitat de la Ciutat de Nova York. Al mudar-se a Nova York, Morgenthau es va separar de la seva dona, que va romandre a Chicago en part per problemes de salut.
A Nova York va intentar començar una nova família en dues ocasions; una amb la filòsofa Hannah Arendt tal com va deixar escrit la seva biògrafa, i una segona vegada amb Ethel Person, una professora de la Universitat de Colúmbia, tal com va manifestar ella mateixa en uns textos publicats l'any 2004.
El 8 d'octubre de 1979, Morgenthau era un dels passatgers a bord del vol Swissair 316 que es va estavellar quan intentava aterrar a Atenes camí de Bombai i Pequín.
Morgenthau va morir el 19 de juliol de 1980, després de ser ingressat al Lenox Hill Hospital Nova York per una úlcera perforada, tal com relata Ethel Person.

## Els anys europeus de Morgenthau i la jurisprudència funcional
Morgenthau va completar la seva tesi doctoral a Alemanya a finals de la dècada de 1920. Es va publicar com el seu primer llibre el 1929 sota el títol de The International Administration of Justice, Its Essence and Its Limits. El llibre va ser ressenyat per Carl Schmitt, que en aquell moment era professor de dret a la Universitat de Berlín. En un assaig autobiogràfic escrit cap al final de la seva vida, Morgenthau explica que quan de jove va conèixer Carl Schmitt va tenir la sensació d'haver-se reunit amb "el diable". A finals dels anys 20 Schmitt s'estava convertint amb el principal jurista de l'emergent moviment nacionalsocialista a Alemanya, i Morgenthau va entendre que les seves posicions eren irreconcilibables.
Al acabar la seva tesi doctoral, Morgenthau va marxar a Ginebra per completar els estudis que li permetrien ser professor universitari. La tesi que es va publicar en francès es titulava La realitat de les normes i en particular de les normes del dret internacional: fonaments d'una teoria de les normes. L'acadèmic de dret Hans Kelsen, que acabava d'arribar a Ginebra com a professor, va ser un dels tutors de la tesi doctoral de Morgenthau. Kelsen era un dels crítics més ferotges de Carl Schmitt. Morgenthau i Kelsen van compartir els seus respectius treballs fins i tot després que ambdós emigressin als EUA per a treballar com a acadèmics.
El 1933, Morgenthau va escriure el seu segon llibre: The Concept of the Political. En aquest llibre Morgenthau va intentar establir les diferències entre conflictes legals entre països i conflictes polítics entre països i altres litigants. Les preguntes que exercien de fil conductor a l'obra eren: (i) Qui té competència legal sobre els elements en conflicte, (ii) De quina manera es pot canviar o fer que rendeixi comptes l'ens competent; (iii) Com es pot resoldre el conflicte, l'objecte del qual implica una força legal; i (iv) De quina manera es pot protegir l'ens legal competent a l'hora d'exercir aquesta força. Per a Morgenthau, l'objectiu final de qualsevol sistema legal en aquest context és "assegurar la justícia i la pau."
Durant les dècades de 1920 i 1930 Morgenthau va buscar una alternativa realista al corrent principal del dret internacional que ell anomenava "jurisprudència funcional". Va utilitzar idees de Sigmund Freud, Max Weber, Roscoe Pound i d'altres.
El 1940 Morgenthau va iniciar un programa de recerca per al funcionalisme legal a l'article "Positivism, Funcionalism, and International Law". Francis Boyle ha escrit que segurament els escrits de Morgenthau després de la Segona Guerra Mundial van contribuir a un "trencament entre les ciències polítiques internacionals i els estudis de dret internacional." Tot i això, Politics Among Nations conté un capítol sobre dret internacional i Morgenthau es va mantenir com un acadèmic actiu en la matèria sobre la relació entre la política internacional i el dret internacional fins al final de la seva carrera.

## Els anys americans de Morgenthau i el realisme polític
Hans Morgenthau és considerat un dels pares fundadors de l'escola realista de les relacions internacionals del segle xx. Aquest corrent de pensament sosté que els estats nació són els actors principals en les relacions internacionals i que la disciplina s'ha de centrar en l'estudi del poder. Morgenthau emfatitza la importància de "l'interès nacional", i a Politics Among Nations va escriure que "la principal fita que guia el realisme polític en les relacions internacionals és el concepte d'interès definit com a poder." De vegades es defineix Morgenthau com un realista clàssic o realista modern per tal de diferenciar la seva obra del realisme estructural o neorealisme associat a Kenneth Waltz.

### Realisme iPolitics Among Nations(1948)
Anàlisis recents sobre Morgenthau han demostrat que la seva trajectòria intel·lectual va ser més complicada del que es creia originalment. El seu realisme estava influït per aspectes morals i al final de la seva vida veia amb bons ulls el control supranacional de les armes nucleas i es va oposar decididament al paper dels EUA a la Guerra de Vietnam. El seu llibre Scientific Man versus Power Politics (1946) pregonava contra l'abús de confiança amb la ciència i la tecnologia com a solucions de problemes polítics i socials.
En la segona edició de Politics Among Nations, Morgenthau va incloure una llista al primer capítol anomenada "Sis principis del realisme polític".
Els principis eren:
1. El realisme polític considera que la política, com la societat en general, està governada per lleis objectives que tenen les arrels en la naturalesa humana.[14][19]
2. La principal guia del realisme polític és el concepte d'interès definit en termes de poder, que introdueix ordre a la política i, per tant, fa possible la comprensió teòrica de la política. El realisme polític no es preocupa pels motius i la ideologia dels homes d'estat. El realisme polític evita reinterpretar la realitat per tal que encaixi amb les polítiques. Una bona política exterior minimitza els riscos i maximitza els beneficis.
3. El realisme reconeix que els diversos interessos poden variar segons el context polític i cultural on es fa cada política exterior, cosa que no s'ha de confondre amb una teoria de la política internacional. No atribueix a "l'interès entès com a poder" un sentit a perpetuïtat.
4. El realisme polític és conscient del sentit moral de l'acció política. També és conscient de la tensió entre la moral dirigent i les necessitats d'una acció política eficaç. El realisme manté que els principis morals universals s'han d'entendre a través de les circumstàncies concretes d'època i lloc, perquè no es poden aplicar a les accions dels estats en la seva formulació abstracta universal.[20]
5. El realisme polític es nega a identificar les aspiracions morals d'un país en particular amb les lleis morals que governen l'univers.[21]
6. El realista polític manté la independència de l'esfera política; l'home d'estat pregunta "Com afecten aquestes polítiques el poder i els interessos de la nació?" El realisme polític està basat en una concepció pluralística de la naturalesa humana. El realista polític ha de mostrar on els interessos del país difereixen sobre els punts de vista morals i legals.

### Contra la Guerra de Vietnam
Morgenthau va ser un ferm defensor de les administracions de Franklin Delano Roosevelt i Harry Truman. Després de la victòria del republicà Eisenhower, Morgenthau va centrar-se a escriure per diaris i revistes. Anys després, amb el retorn dels Demòcrates a la Casa Blanca de la mà de Kennedy tornaria a treballar per l'administració americana. Amb Johnson de president Morgenthau va fer encara més palesa la seva visió contrària a la participació americana al Vietnam, per la qual cosa va haver d'abandonar la seva posició d'assessor el 1965. La seva posició respecte al Vietnam va reportar-li reconeixement públic.

### Morgenthau als EUA després de 1965

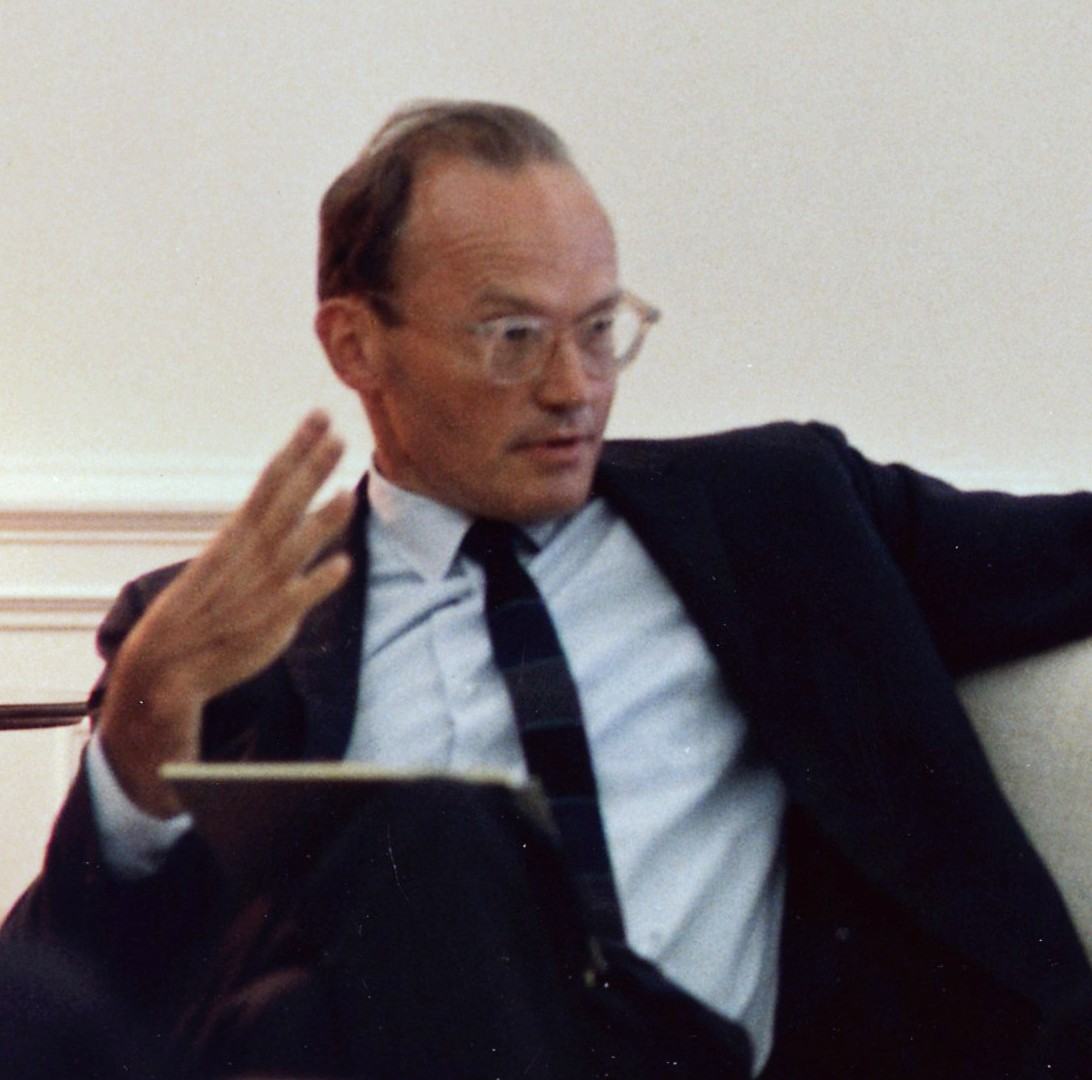
La visió contrària de Morgenthau respecte la intervenció americana a Vietnam va provocar que l'administració de Johnson l'acomiadés del seu càrrec d'assessor de la Casa Blanca.

El 1970 Morgenthau va publicar Truth and Power on recollia articles seus de l'anterior dècada on hi plasmava les seves visions sobre els afers exteriors dels EUA, la Guerra del Vietnam o la política americana. El 1972 publicaria el seu últim gran llibre Science: Servant or Master, dedicat a Reinhol Niebuhr.
A partir de 1965 Morgenthau s'havia convertit en una de les veus que lideraven el debat sobre la teoria de la guerra justa en temps de les armes nuclears.
L'estiu de 1978, Morgenthau va escriure, conjuntament amb Ethel Person, el seu últim assaig titulat The Roots of Narcissim. A
Morgenthau va ser un ressenyador incansable de llibres durant la seva vida acadèmica als EUA. En va revisar gairebé un centenar, una tercera part per a la The New York Review of Books.

## Crítica
La recepció de l'obra de Morgenthau es pot dividir en tres fases. La primera és la que va patir fins a la seva mort el 1980. La segona comprèn les discussions al voltant de la seva obra en l'estudi de les relacions internacionals i el dret internacional des de 1980 fins a la commemoració del centenari del seu naixement el 2004. Finalment, arran d'aquesta efemèrida el debat sobre el llegat de Morgenthau es va intensificar.

### Crítica durant els anys europeus
Als primers anys de la carrera de Morgenthau, la crítica del llibre de la seva tesi de Carl Schmitt va tenir un efecte negatiu i durador en Morgenthau. Schmitt s'havia convertit en una veu jurídica líder del moviment nazi en ascens a Alemanya, i Morgenthau va arribar a veure les seves posicions com a inconmensurables, tot i que s'ha argumentat que Schmitt i Morgenthau van participar en un "diàleg ocult" en el qual es van influir mútuament.
Posteriorment, Morgenthau va conèixer Hans Kelsen a Ginebra mentre era estudiant, i el tractament que feia Kelsen dels escrits de Morgenthau va deixar una impressió positiva de tota la vida en el jove Morgenthau. Kelsen a la dècada de 1920 havia emergit com el crític més exhaustiu de Schmitt i s'havia guanyat la reputació de principal crític internacional del moviment nacionalsocialista en ascens a Alemanya, que coincidia amb l'opinió negativa de Morgenthau sobre el nazisme.

### Crítica durant els anys americans
Tot i que la política entre les nacions de Morgenthau va tenir una gran influència en una generació d'estudiosos de la política global i el dret internacional, les opinions de Morgenthau no van quedar incontestades. D'una banda, alguns crítics van rebutjar les premisses bàsiques de la perspectiva realista de Morgenthau. D'altra banda, alguns teòrics que treballaven dins d'un marc realista, com Kenneth Waltz i John Mearsheimer, van posar en dubte aspectes de l'enfocament de Morgenthau fins i tot mentre compartien alguns dels seus supòsits bàsics.
A la seva Teoria de la política internacional (1979), Kenneth Waltz va demanar més atenció als elements purament "estructurals" del sistema internacional, especialment la distribució de capacitats entre els estats. El neorealisme de Waltz era més científic que la versió del realisme de Morgenthau. Waltz va argumentar que els equilibris de poder es formen de manera recurrent tant si els estats pretenen o no aquest resultat. Waltz va criticar Morgenthau per veure el manteniment d'un equilibri de poder depenent dels motius i objectius conscients dels estats, donant lloc al que Waltz va anomenar una "distorsió" de la teoria de l'equilibri de poder.
En contrast amb el realisme "defensiu" de Waltz, John Mearsheimer va presentar una teoria del "realisme ofensiu" a The Tragedy of Great Power Politics (2001). Mearsheimer va estar d'acord amb Morgenthau que els estats busquen maximitzar el seu poder relatiu, però no van estar d'acord sobre la causa: mentre que Morgenthau va plantejar, en paraules de Mearsheimer, "una voluntat de poder inherent a cada estat", Mearsheimer va argumentar que el caràcter "anàrquic" del sistema internacional empeny. els estats adquireixin el màxim de poder possible per maximitzar les seves possibilitats de supervivència.
Una altra àrea de crítica es refereix al tractament que Morgenthau fa del concepte d'interès nacional. Un erudit ha suggerit que Morgenthau es va equivocar en pensar que "el 'nucli racional de l'interès nacional’es pot determinar mitjançant una anàlisi objectiva". En aquest sentit, "el concepte d'interès nacional simplement no pot suportar el pes que Morgenthau li va assignar".
El mateix concepte de política de Morgenthau ha estat vist, almenys per alguns escriptors, com una base més ferma per a la seva posició. Si bé Morgenthau considerava la política com una lluita pel poder, també la veia com una lluita realitzada per mitjans específics i dins de determinats límits. Des d'aquesta perspectiva, la distinció de Morgenthau entre poder polític i poder militar va representar un esforç "per aïllar" l'àmbit pròpiament polític "de la intrusió de la violència física i la dominació".
La distinció conceptual entre poder polític i militar pot no haver influït sempre en les opinions de Morgenthau sobre qüestions polítiques específiques, però probablement ho va fer en el cas de les armes nuclears. La seva preocupació per les armes nuclears i la carrera armamentística va portar a discussions i debats amb Henry Kissinger i altres. Morgenthau va veure molts aspectes de la carrera d'armaments nuclears com una forma d'irracionalitat que requeria l'atenció de diplomàtics, estadistes i estudiosos responsables. Tanmateix, l'opinió de Morgenthau que es requeriria un estat mundial per resoldre el problema de les armes nuclears està en tensió amb l'escepticisme sobre la governança global que implica la seva perspectiva realista.

### Crítica al llegat de Morgenthau

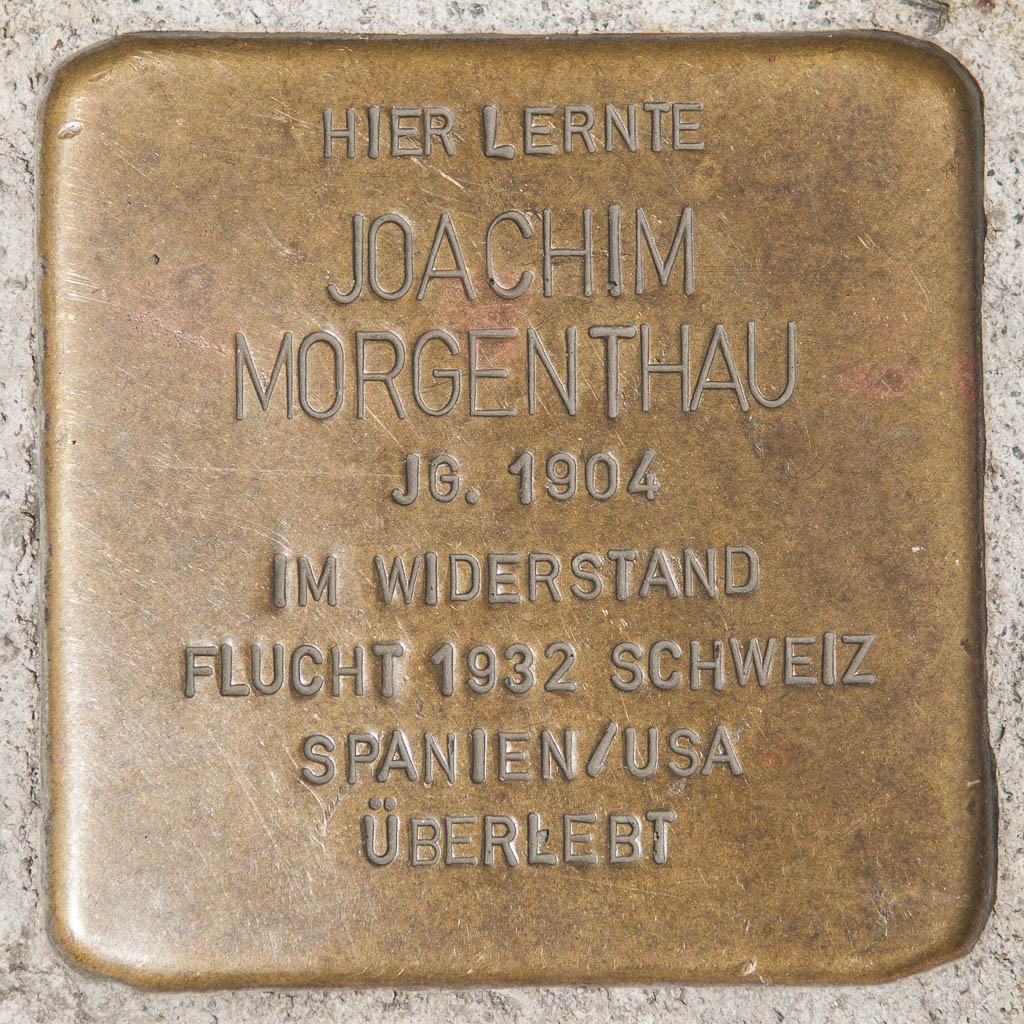
Stolperstein per a Hans Morgenthau al Casimirianum Coburg.

La biografia intel·lectual de Morgenthau de Christoph Frei, publicada en traducció anglesa el 2001 (de l'edició alemanya anterior) va ser una de les primeres de moltes publicacions substancials sobre Morgenthau als anys 2000. Christoph Rohde va publicar una biografia de Morgenthau el 2004, encara disponible només en alemany. També cap al 2004 es van publicar volums commemoratius amb motiu del centenari del naixement de Morgenthau.
John Mearsheimer, de la Universitat de Chicago, ha contrastat el realisme polític de Morgenthau amb el neoconservadorisme imperant durant l'administració de GW Bush en el context de la Guerra de l'Iraq de 2003. Morgenthau va veure el component ètic i moral de la política internacional com una part integral del procés de raonament de l'estadista internacional i el contingut essencial de l'erudició responsable en les relacions internacionals. Diversos aspectes del pensament de Morgenthau, així com el seu lloc en relació amb els corrents intel·lectuals del segle XX i la història disciplinària de la ciència política i les relacions internacionals, continuen sent explorats pels estudiosos (vegeu bibliografia addicional, més avall).

## Obres seleccionades
- Scientific Man versus Power Politics (1946) Chicago, IL: University of Chicago Press.

- Politics Among Nations: The Struggle for Power and Peace (1948, and subsequent editions) New York NY: Alfred A. Knopf.

- In Defense of the National Interest (1951) New York, NY: Alfred A. Knopf.

- The Purpose of American Politics (1960) New York, NY: Alfred A. Knopf.

- Crossroad Papers: A Look Into the American Future (ed.) (1965) New York, NY: Norton.

- Truth and Power: Essays of a Decade, 1960–70 (1970) New York, NY: Praeger.

- Essays on Lincoln's Faith and Politics. (1983) Lanham, MD: Univ. Press of America for the Miller Center of Public Affairs at the Univ. of Virginia. Co-published with a separate text by David Hein.

- The Concept of the Political (2012; orig. 1933) Intro. by H. Behr and F. Roesch. Trans. by M. Vidal. Palgrave Macmillan.

Per obtenir una llista completa dels escrits de Morgenthau, vegeu "La pàgina de Hans J. Morgenthau" a Google Sites.